# Tresteg för herrar vid olympiska sommarspelen 2016
Herrarnas tresteg vid olympiska sommarspelen 2016, i Rio de Janeiro i Brasilien avgjordes den 15-16 augusti på Estádio Olímpico João Havelange.

## Medaljörer
| Spel    | Guld                 | Silver         | Brons         |
| Tresteg | Christian Taylor USA | Will Claye USA | Dong Bin Kina |

## Resultat

### Kval
| Placering | Grupp | Namn                   | Nationalitet             | #1    | #2    | #3    | Resultat | Noteringar |
| --------- | ----- | ---------------------- | ------------------------ | ----- | ----- | ----- | -------- | ---------- |
| 1         | B     | Christian Taylor       | USA                      | 17,24 |       |       | 17,24    | Q          |
| 2         | A     | Dong Bin               | Kina                     | 17,10 |       |       | 17,10    | Q          |
| 3         | A     | Will Claye             | USA                      | 16,43 | 16,76 | 17,05 | 17,05    | Q          |
| 4         | B     | Nelson Évora           | Portugal                 | 16,48 | 16,72 | 16,99 | 16,99    | Q, SB      |
| 5         | A     | Cao Shuo               | Kina                     | 16,97 |       |       | 16,97    | Q          |
| 6         | A     | Troy Doris             | Guyana                   | 16,54 | 16,58 | 16,81 | 16,81    | q          |
| 7         | B     | Karol Hoffmann         | Polen                    | 16,79 | 16,75 | x     | 16,79    | q          |
| 8         | B     | Jhon Murillo           | Colombia                 | 16,78 | 16,58 | x     | 16,78    | q          |
| 9         | A     | Benjamin Compaore      | Frankrike                | 16,34 | 16,57 | 16,72 | 16,72    | q          |
| 10        | A     | Alberto Álvarez        | Mexiko                   | 16,50 | 16,67 | 16,60 | 16,67    | q          |
| 11        | B     | Xu Xiaolong            | Kina                     | x     | 16,35 | 16,65 | 16,65    | q, SB      |
| 12        | B     | Lázaro Martínez        | Kuba                     | 16,38 | x     | 16,61 | 16,61    | q          |
| 13        | B     | Harold Correa          | Frankrike                | 16,31 | 16,60 | 16,55 | 16,60    |            |
| 14        | A     | Ernesto Reve           | Kuba                     | 16,13 | 16,16 | 16,58 | 16,58    |            |
| 15        | A     | Max Hess               | Tyskland                 | 13,88 | x     | 16,56 | 16,56    |            |
| 16        | B     | Chris Benard           | USA                      | x     | 16,44 | 16,55 | 16,55    |            |
| 17        | A     | Fabrizio Donato        | Italien                  | 16,54 | x     | x     | 16,54    |            |
| 18        | A     | Leevan Sands           | Bahamas                  | 16,47 | x     | 16,53 | 16,53    |            |
| 19        | B     | Dzmitrj Platnitski     | Belarus                  | x     | 16,48 | 16,52 | 16,52    |            |
| 20        | A     | Maksim Niastsiarenka   | Belarus                  | 16,12 | 16,39 | 16,52 | 16,52    |            |
| 21        | B     | Godfrey Khotso Mokoena | Sydafrika                | 15,13 | 16,51 | 16,44 | 16,51    |            |
| 22        | A     | Fabian Florant         | Nederländerna            | 16,51 | x     | x     | 16,51    |            |
| 23        | B     | Tosin Oke              | Nigeria                  | x     | 16,45 | 16,47 | 16,47    |            |
| 24        | B     | Mamadou Cherif Dia     | Mali                     | x     | 16,45 | 16,19 | 16,45    | SB         |
| 25        | A     | Nazim Babajev          | Azerbajdzjan             | x     | 16,38 | 15,60 | 16,38    |            |
| 26        | A     | Rumen Dimitrov         | Bulgarien                | 16,23 | x     | 16,36 | 16,36    |            |
| 27        | B     | Kim Deok-hyeon         | Sydkorea                 | x     | 16,13 | 16,36 | 16,36    |            |
| 28        | B     | Jonathan Drack         | Mauritius                | x     | x     | 16,21 | 16,21    |            |
| 29        | A     | Daigo Hasegawa         | Japan                    | 16,17 | 15,93 | x     | 16,17    |            |
| 30        | B     | Renjith Maheswary      | Indien                   | 15,80 | 16,13 | 15,99 | 16,13    |            |
| 31        | B     | Pablo Torrijos         | Spanien                  | 15,78 | 16,11 | 15,74 | 16,11    |            |
| 32        | A     | Olu Olamigoke          | Nigeria                  | 16,10 | 15,95 | 15,64 | 16,10    |            |
| 33        | A     | Clive Pullen           | Jamaica                  | x     | x     | 16,08 | 16,08    |            |
| 34        | B     | Hugues Fabrice Zango   | Burkina Faso             | 15,99 | x     | x     | 15,99    |            |
| 35        | B     | Kohei Yamashita        | Japan                    | 15,71 | 15,46 | 15,66 | 15,71    |            |
| 36        | A     | Levon Aghasjan         | Armenien                 | x     | 15,54 | x     | 15,54    |            |
| 37        | B     | Artsem Bandarenka      | Belarus                  | 15,43 | x     | x     | 15,43    |            |
| 38        | B     | Vladimir Letnicov      | Moldavien                | x     | 15,29 | x     | 15,29    |            |
| 39        | B     | Georgi Tsonov          | Bulgarien                | x     | x     | 15,20 | 15,20    |            |
| 40        | B     | Latario Collie-Minns   | Bahamas                  | x     | x     | x     | NM       |            |
| 40        | A     | Yordanys Durañona      | Dominica                 | x     | x     | x     | NM       |            |
| 40        | A     | Muhammad Halim         | Amerikanska Jungfruöarna | x     | x     | x     | NM       |            |
| 40        | B     | Ruslan Kurbanov        | Uzbekistan               | x     | x     | x     | NM       |            |
| 40        | A     | Marian Oprea           | Rumänien                 | x     | x     | x     | NM       |            |
| 40        | B     | Şeref Osmanoğlu        | Turkiet                  | x     | x     | x     | NM       |            |
| 40        | A     | Lasja Torgvaidze       | Georgien                 | x     | x     | x     | NM       |            |
| 40        | A     | Roman Valijev          | Kazakstan                | x     | x     | x     | NM       |            |
| 41        | A     | Pedro Pablo Pichardo   | Kuba                     |       |       |       | DNS      |            |

### Final
| Placering | Namn              | Nationalitet | #1    | #2    | #3    | #4               | #5               | #6               | Resultat | Noteringar |
| --------- | ----------------- | ------------ | ----- | ----- | ----- | ---------------- | ---------------- | ---------------- | -------- | ---------- |
| 1         | Christian Taylor  | USA          | 17,86 | 17,77 | x     | 17,77            | x                | x                | 17,86    | SB         |
| 2         | Will Claye        | USA          | 17,76 | x     | x     | 17,61            | x                | 17,55            | 17,76    | PB         |
| 3         | Dong Bin          | Kina         | 17,58 | x     | x     | –                | –                | –                | 17,58    | PB         |
| 4         | Cao Shuo          | Kina         | 16,78 | x     | 16,89 | x                | 17,13            | 15,27            | 17,13    | SB         |
| 5         | Jhon Murillo      | Colombia     | x     | 17,09 | 16,43 | 16,79            | 16,66            | x                | 17,09    | NR         |
| 6         | Nelson Évora      | Portugal     | 16,90 | 16,93 | 17,03 | x                | x                | x                | 17,03    | SB         |
| 7         | Troy Doris        | Guyana       | 16,88 | x     | 16,63 | x                | 16,90            | x                | 16,90    |            |
| 8         | Lázaro Martínez   | Kuba         | 16,68 | x     | x     | 15,89            | –                | 15,23            | 16,68    |            |
| 9         | Alberto Álvarez   | Mexiko       | 16,26 | 16,56 | 16,47 | Gick inte vidare | Gick inte vidare | Gick inte vidare | 16,56    |            |
| 10        | Benjamin Compaore | Frankrike    | 15,53 | 16,54 | 16,47 | Gick inte vidare | Gick inte vidare | Gick inte vidare | 16,54    |            |
| 11        | Xu Xiaolong       | Kina         | 16,41 | x     | 16,29 | Gick inte vidare | Gick inte vidare | Gick inte vidare | 16,41    |            |
| 12        | Karol Hoffmann    | Polen        | 16,31 | x     | x     | Gick inte vidare | Gick inte vidare | Gick inte vidare | 16,31    |            |